# Espers (álbum)
Espers es el álbum debut de la banda del mismo nombre Espers. Fue lanzado en 2004  por Locust Music. El álbum fue producido por el trío original de la banda y establece su sonido contemporáneo de folk psicodélico.

## Lista de canciones
1. "Flowery Noontide" - 4:10
2. "Meadow" - 4:11
3. "Riding" - 4:09
4. "Voices" - 3:44
5. "Hearts & Daggers" - 8:34
6. "Byss & Abyss" - 6:03
7. "Daughter" - 3:03
8. "Travel Mountains" - 6:30